# Luca Hischier
Luca Hischier (* 16. Februar 1995 in Naters) ist ein Schweizer Eishockeyspieler, der seit Juli 2024 beim Genève-Servette HC aus der Schweizer National League unter Vertrag steht und dort auf der Position des Centers spielt. Sein jüngerer Bruder Nico ist ebenfalls professioneller Eishockeyspieler.

## Karriere
Hischier begann seine Karriere im Jahr 2007 in der Nachwuchsabteilung des EHC Visp, ehe er 2010 zum Nachwuchs des SC Bern stiess. Für die erste Mannschaft des SC Bern lief Hischier erstmals in der Saison 2013/14 auf. Auf die Saison 2014/15 wurde Hischier an die erste Mannschaft des EHC Visp ausgeliehen.
Im Verlauf der folgenden Saison erhielt er weitere Einsätze beim EHCV. Der Center konnte sich aber schliesslich in der Saison 2015/16 beim SC Bern durchsetzen. In der Play-off Halbfinal-Serie gegen den HC Davos brach sich Hischier nach einem Check von Noah Schneeberger das linke Schlüsselbein und musste folglich die Saison beenden. Bern gewann daraufhin ohne Hischier die Final-Serie gegen den HC Lugano und der Center konnte sich erstmals als Meister feiern lassen. Anders in der Saison 2016/17, als Hischier aktiv am Titelgewinn beteiligt war und zusammen mit seiner Mannschaft in der Final-Serie den EV Zug bezwang.
2018 wechselte er zusammen mit Dario Meyer zum HC Davos, um sich sportlich weiterzuentwickeln. Im Januar 2021 kam es zu einem Spielertausch zwischen dem EHC Biel und dem HCD. Perttu Lindgren und Luca Hischier wechselten daraufhin zum EHC Biel, während Valentin Nussbaumer und David Ullström im Gegenzug zum HCD kamen.
Im November 2023 unterzeichnete Hischier einen Vierjahresvertrag beim Genève-Servette HC, der mit Beginn der Saison 2024/25 in Kraft trat und ihm insgesamt zwei Millionen Franken einbringt.

## Erfolge und Auszeichnungen
- 2015 Schweizer Cupsieger mit dem SC Bern
- 2016 Schweizer Meister mit dem SC Bern
- 2017 Schweizer Meister mit dem SC Bern

## Karrierestatistik
Stand: Ende der Saison 2024/25

### International
Vertrat die Schweiz bei:
- U18-Junioren-Weltmeisterschaft 2013
- U20-Junioren-Weltmeisterschaft 2015

(Legende zur Spielerstatistik: Sp oder GP = absolvierte Spiele; T oder G = erzielte Tore; V oder A = erzielte Assists; Pkt oder Pts = erzielte Scorerpunkte; SM oder PIM = erhaltene Strafminuten; +/− = Plus/Minus-Bilanz; PP = erzielte Überzahltore; SH = erzielte Unterzahltore; GW = erzielte Siegtore; 1 Play-downs/Relegation; Kursiv: Statistik nicht vollständig)